# Menesia walshae
Menesia walshae là một loài bọ cánh cứng trong họ Cerambycidae.